# Léon Lierman
Léon Lierman, né le 13 juillet 1889 à Roubaix (Nord) et décédé le 9 février 1956 à Menton (Alpes-Maritimes), est un homme politique français.

## Biographie
Employé de commerce, il est député de la 7e circonscription de Lille de 1928 à 1932, inscrit au groupe des Républicains de gauche. 

## Sources
- « Léon Lierman », dans le Dictionnaire des parlementaires français (1889-1940), sous la direction de Jean Jolly, PUF, 1960 [détail de l’édition]